# طاهر بن الحسين
ذُو اليمينين ومُقدَّم الجُيوش أبُو طلحة أبُو الطَّيِّب طاهِر بن الحُسَيْن بن زُريق بن ماهان الخُزاعِي (159 - 25 جُمادى الآخرة 207 هـ / 775 - 18 نُوفَمْبَر 822 م) قائدٌ عسكريٌّ عبَّاسِي كبير، ووالي خُراسان والمَشرق العبَّاسِي، ومُؤسس السُّلالة الطَّاهِريَّة فيها.
كان جُد طاهِر، رُزيق من موالي قبيلة خُزاعة، ولهذا عُرف طاهِر وأسرته بهم. خدم طاهِر الخِلافَة العبَّاسِيَّة منذ أن قاد جُيوش المأمُون ضد أخيه الأمين بعد أن تنكَّر له وخلعهُ من ولاية العهد، وتمكَّن من القضاء عليه سنة 198 هـ / 813 م، وساهم في توطيد حُكم المأمُون. كافأهُ المأمُون بتعيينه واليًا على خُراسان وكامِل المشرق، مُؤسسًا بذلك سُلالة خدمت فيه الخِلافة عُرفوا بالطَّاهِريُّون.
حاول طاهِر التمرُّد على المأمُون لأسبابٍ غير معرُوفة في آخر الأشهُر من حياته، كما أن المأمُون لم يعُد على علاقة جيَّدة معهُ حيث يُروى أنهُ كان يبكي بعد كُلما كان يراه لأنه يُذكره بمقتل أخيه الأمين، كما أن طاهِرًا توقَّف عن الدُّعاء للمأمُون على المنابِر، وهي خُطوة تُبين وجود خلعًا للطَّاعة، إلا أنه سُرعان ما تُوفي بشكلٍ مُفاجئ على سريره في الخامِس والعُشرُون من جُمادى الآخرة سنة 207 هـ / الثَّامِن عَشَر من نُوفَمْبَر 822 م. ومع ذلك فإن المأمُون لم يتخلى عن أسرته، وسُرعان ما عيَّن ابنهُ طَلحة بن طاهِر مكانهُ، وبعد أن تُوفي الأخير، عُيِّن الأمير عبدُ الله بن طاهِر حاكِمًا على خُراسان، والذي ورث عن أبيه الحِكمة والقيادة والشَّجاعة، وقاد العديد من الحملات في خدمة الخِلافة العبَّاسِيَّة.

## سيرة شخصية
ولد سنة 159هـ وهو أشهر قائد في قوات الخليفة العباسي المأمون وكان يعرف بذي اليمينين وقال فيه الشاعر:
و قد سيّره لمحاربة أخيه الأمين من خراسان لما خلع بيعته فتقدم طاهر إلى بغداد بعد كسر جيش الخليفة بالري وأخذ ما في طريقه من البلاد وحاصر بغداد وقتل الأمين سنه 198 هـ وحمل رأسه إلى خراسان وعقد للمأمون على الخلافة فكان المأمون يرعاه لمناصحته وخدمته وقد قام المأمون بتوليته على خراسان سنه 205 هـ وأسس هناك الدولة الطاهرية وتوفي في 207 هـ.
وكان المأمون أكبر من الأمين ويرى نفسه أجدر بالخلافة من أخيه لذا فلقد عمل المأمون على ترسيخ أقدامه في خراسان واستعان على ذلك بشخصيات قوية أمثال الفضل بن سهل وكان داهية ذا فطنة وفراسة عظيمة فاكتشف مهارة طاهر بن الحسين وتفرّس فيه النباهة وعلو الهمة فلما قام المأمون بدعوة الناس لبيعته وخلع الأمين عين طاهراً قائداً على جيوش خراسان بناء على نصحية الفضل بن سهل المسيطر الحقيقي على مقاليد الأمور والمحرك لها.
بدأت شهرة طاهر بن الحسين عندما استطاع بفضل مهارته الحربية أن ينتصر على الجيوش الضخمة التي أرسلها الأمين لتأديب المأمون رغم أن جيش طاهر كان أربعة آلاف فقط في حين أن جيوش الأمين كانت عشرات الآلاف وكان طاهر بن الحسين ذا همة عالية وعزيمة لا تلين وواجه مواقف عصيبة خرج منها بذكائه وحزمه منها أن الأمين قد استطاع أن يستميل قادة جيشه بالمال حتى انحاز معظمهم للأمين ولكن هذا لم يفت في عضد طاهر ودخل الحرب معه وانتصر بجنوده القليلة ثم استمال هؤلاء القادة بالرغبة والرهبة حتى عادوا إليه فرد على الأمين بنفس كيده واستطاع طاهر أن يستولي للمأمون على كثير من المدن والبلاد التابعة للأمين فاستولى على الأهواز وواسط والري والمدائن واقترب من العراق وضرب عليها الحصار الشديد وأصرَّ الأمين على مواصلة القتال حتى أخذ الأمين فقتله وذلك سنة 198هـ وأخذ طاهر بن الحسين القضيب والبردة وخاتم الخلافة وأرسل بهم للمأمون.
أمر المأمون طاهرا أن يلتقي معه ببغداد فأكرمه وولاه بلاد الجزيرة والسواد وجانبي بغداد واعترف المأمون بفضل طاهر فقال عنه 'ما حابى طاهر في جميع ما كان فيه أحداً ولا مال لأحد ولا داهن ولا وهن ولا وني ولا قصر في شيء وفعل في جميع ما ركن إليه ووثق به فيه أكثر مما ظن به وأمله وأنه لا يعرف أحداً من نصحاء الخلفاء وكفاتهم فيمن سلف عصره ومن بقي في أيام دولته على مثل طريقته ومناصحته وغنائه وإجزائه' وحلف المأمون على ذلك عدة مرات مؤكداً ما يقول.

## وفاته
في سنة 205هـ دخل طاهر ذات يوم على المأمون فلما رآه المأمون بكى فحاول طاهر أن يعرف سبب بكائه فلم يخبره المأمون فاحتال طاهر على أحد خدم المأمون حتى عرف أن سبب بكائه هو تذكر المأمون ما جرى لأخيه الأمين من قتل على يد طاهر بن الحسين فخاف طاهر من ذلك وقابل وزير المأمون وطلب منه إقناع المأمون بتوليته على خراسان التي كان بها اضطرابات في هذا الوقت وكان المأمون متوجساً من طاهر أن يذهب لخراسان لأنها بلده ومولده بها فخاف أن يستقل بخراسان فولّاه عليها وجعل عليه عينا تنقل أخبار طاهر يوماً بيوم وتولّى طاهر خراسان فضبطها بقوته وحزمه وبصفحه عن المخطئ وكرمه الشهير فقد كان كثير الصدقة في منتهى الكرم واستمر طاهر في عمله حتى سنة 207هـ وفي يوم الجمعة 24 جمادى الآخرة خطب الجمعة ولم يدع في خطبته للمأمون كما هي العادة وقطع الخطبة بمثابة إعلان العصيان والخلاف لقد قطع الدعاء للخليفه العباسي في الخطبة وبهذا فهو يعلن عن خروجه عن الدولة العباسية فقامت العين بنقل ذلك الخبر للمأمون وفي نفس اليوم أصبح طاهر ميتاً في فراشه ولما وصل الخبر للمأمون قبل يديه ظهراً لوجه ثم قال 'الحمد لله الذي خدمه وأضرنا' واختلف الناس في سبب وفاته فقال البعض إن المأمون قد سمّه عن طريق أحد خدامه خوفاً من خروج طاهر عليه واعتذر هؤلاء للمأمون أن الخروج على الخليفة يبيح دم الخارج وقال البعض الآخر إنه مات بالحمى والله أعلم بالحقيقة وتولّى من بعده طلحة والعجيب في الأمر أنه تولّى بأمر من الخليفة العباسي المأمون وظل الطاهريون يحكمون خراسان ولكن يتبعون الدولة العباسية تبعية اسمية ولكن كانت الدولة العباسية في بعض الأحيان تطلب المساندة والمساعدة من الدولة الطاهرية للتصدّي لبعض الثورات التي كانت تقوم ضدها ومن أشهر هذه الفتن والثورات الثورة التي قام بها نصر بن شبث في شمال حلب في 209هـ وتصدّى لها عبد الله بن طاهر وعاد بنصر بن شبث أسيراً وأيضا اشترك عبد الله في إخماد ثورة حدثت ضد الخليفة المعتصم في طبرساتان وظلَّ الطاهريون على ولائهم للعباسين إلى أن انتهت الدولة الطاهرية وقامت على أنقاضها دولة جديدة وهي الدولة الصفارية.